# アルゴストリ
アルゴストリ（現代ギリシャ語: Αργοστόλι / Argostoli） あるいは アルゴストリオン（古代ギリシア語・カサレヴサ: Αργοστόλιον / Argostolion） は、ギリシャのイオニア諸島・ケファロニア島の主都。ケファロニア市に属する行政区（ディモティキ・エノティタ）であり、その中心地区である。

## 歴史
1757年まではケファロニア島の主都はアイオス・ゲオルギオス（カストロの名でも知られる）であったが、アイオス・ゲオルギオスの人口が減少し、交易に便利な位置にあるアルゴストリの町がしだいに興隆した。ギリシャでは最も活力のある港町の一つとなるまで発展したが、1866年から1999年にかけては、国境がしばしば変わった。1997年に施行されたカポディストリアス法によって、町の周囲の集落とともにアルゴストリ市を形成するに至った。

## 観光地
アルゴストリ市街の東部、湾の端にある聖ゲオルギオス城の下には、クタヴォス潟が広がっていて、アカウミガメがエサを食べる場所となっている。クタヴォス潟は、現在は自然保護のためだが、かつては蚊やマラリアが発生する沼地であり、通行不可となっていた。イギリス人のケファロニア島総督であった将軍チャールズ・ジェームズ・ネイピア卿は、スイス人技師のコローネル・シャルル・フィリップ・ド・ボセットを招き、1813年に木製の橋をクタヴォス潟の上に建設した。4年後には石造のアーチが付け足され、さらに26年後には橋全体が石造に造りかえられた。2005年までこの橋はずっと使用されてきたために、ギリシャ文化省はこの橋を補強するために使用不可とした。ドレパノ橋の中間に立つと、この石造の橋が見られる。
アルゴストリの市街から西へと続く海岸沿いの道は、ヴェネツィア共和国統治時代には「ピッコロ・ギロ (Piccolo Gyro)」と呼ばれていた。この道に沿った場所に、カサレヴサで「燕の穴」と呼ばれる現象が起こる所がある。海水が地中を潜って島の下を通り、別の場所から湧いて、メリサニ湖に出る現象である。この海水の力は水車に利用されてきた。さらにこの道を進むと、聖テオドロスの灯台という、教会の横に建設された灯台がある。一般にはファナリ灯台と呼ばれ、1829年のイギリス統治時代に建設された。1953年の地震で元の灯台は破壊されたが、現代になって再建され、ドーリア式の円柱を取り入れた構造になっている。

## 町村

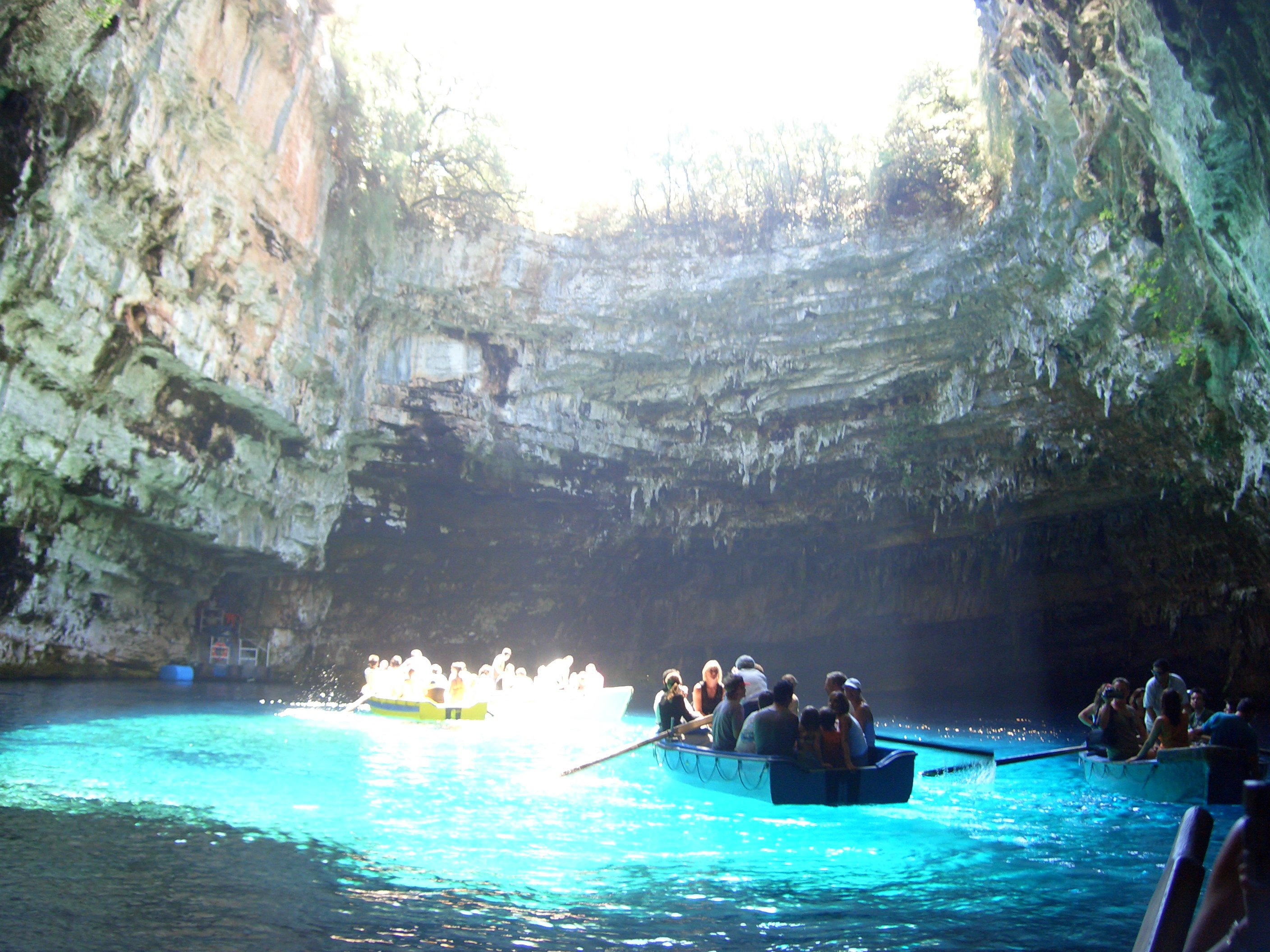
メリサニ湖

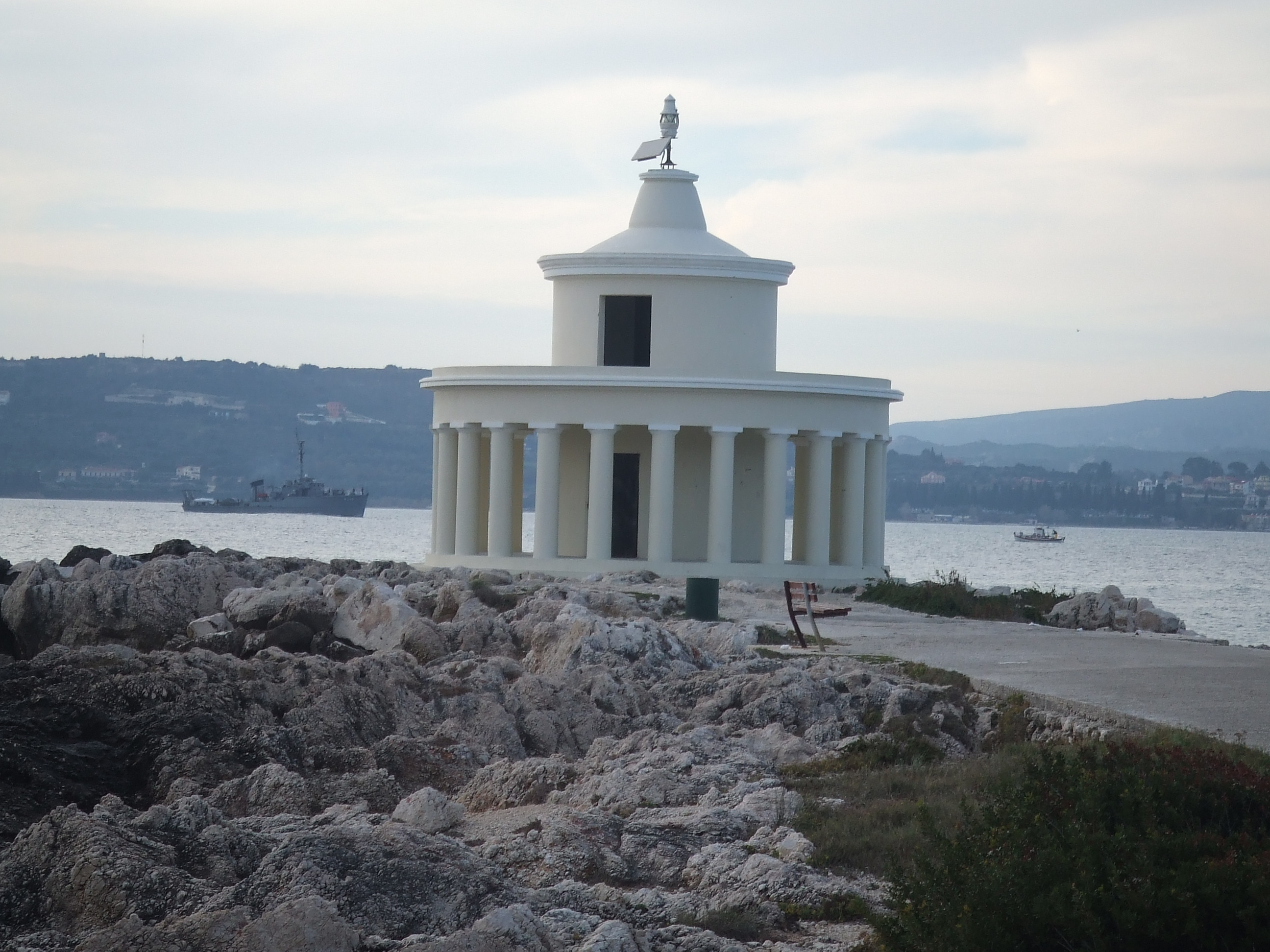
聖テオドロスの灯台

アルゴストリ市は以下の町村（集落）から成っている。
- アゴン(Agkon)
- アルゴストリ(Argostoli)
  - ココラタ地区(Kokolata)
  - コンボテクラタ地区(Kompothekrata)
  - ミニア地区(Minia)
- ダヴガタ(Davgata)
- ディリナタ(Dilinata)
- ファラクラタ(Faraklata)
  - ドラパノ地区(Drapano)
  - プロコパタ地区(Prokopata)
  - ラザタ地区(Razata)
- ファルサ(Farsa)
- カルダカタ(Kardakata)
- クルクラタ(Kourouklata)
- ニフィ(Nyfi)
- トロヤナタ(Troianata)
  - デムツァナタ地区(Demoutsanata)
  - ミタカタ地区(Mitakata)
- ゾラ(Zola)

## 交通

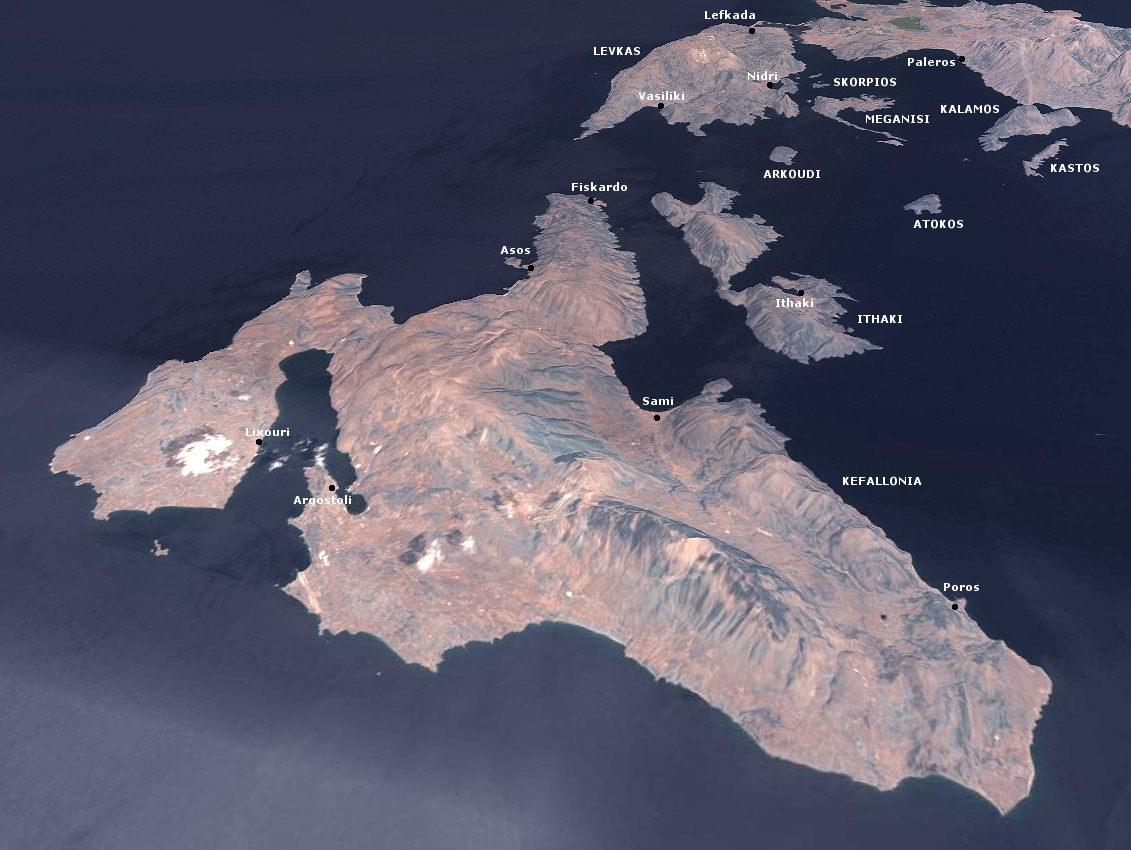
アルゴストリ周辺の町

クタヴォス潟とドレパノ橋の間には新設されたバス停があり、他のケファロニア島内の町や集落だけでなく、アテネやパトラといった都市とも結ばれている。また旧バス停にはアルゴストリとパトラを結ぶ水上飛行機が往復する。アルゴストリ港には本土のカストロ・キリニやザキントス島への航路が結ばれている。
- カーフェリー（カストロ・キリニ、ザキントス島方面、およびリクスリ方面）
- KTELバス（アルゴストリ - カストロ・キリニ - パトラ - コリント地峡 - アテネ 間）
- 路線バス（ポロス、サミ、スカラ、フィスカルドなど方面）
- 夏季往復バス（アルゴストリ - ラシ 間）
- NOバス（アルゴストリ - ケファロニア空港 間）
- 航空路線・チャーター便（ケファロニア空港 - ザキントス島、アテネ 間）
- 水上飛行機路線（アルゴストリ - パトラ 間）

## 人口推移
| 年   | 人口（人） | 増減         | 市人口（人） | 増減        | 人口密度  |
| ---- | ---------- | ------------ | ------------ | ----------- | --------- |
| 1981 | 7,164      | -            | -            | -           | -         |
| 1991 | 6,815      | -349/-4.87%  | 9,918        | -           | 63.99/km² |
| 2001 | 9,522      | 2,707/28.43% | 12,589       | 2,671/26.9% | 81/km²    |

## 著名な出身者
- クリスティアン・ゼルヴォス (1889-1970、美術品収集家)
- イオアニス・メタクサス (1871-1941、ギリシャ首相)
- アントニス・トリツィス (1937-1992、アテネ市長)

## 参考
- "PDF (875 KB) 2001 Census" （ギリシア語） National Statistical Service of Greece (ΕΣΥΕ) (2007-10-30)
- "Basic Characteristics" （ギリシア語） Ministry of the Interior (2007-08-07)